# Tillandsia 'Rolly Reilly'
Tillandsia 'Rolly Reilly' es un  cultivar híbrido del género Tillandsia perteneciente a la familia  Bromeliaceae.
Es un híbrido creado con la especie Tillandsia stricta & desconocido